# Johan Fredrik Didron
Johan Fredrik Didron, född 6 mars 1686, död 31 augusti 1747, var en svensk krigare och politiker. Hans föräldrar var kaptenen Anton Didron i adelsätten Didron och Magdalena von Hackeborn. I enlighet med släktens traditioner ägnade sig Didron åt den militära banan, deltog i Karl XII:s krig och blev stabsadjutant åt general Dücker 1718. Följande år utnämnd till överste i armén, hugnades han med chefskapet för Västgöta-Dals regemente 1732 och för Dalregementet 1735 samt upphöjdes samma år i friherrligt stånd.
Didron var även en ivrig och slagfärdig deltagare i tidens riksdagsstrider och vid flera riksdagar medlem av sekreta utskottet. Han tillhörde kung Fredriks vänner och var en av de få av Hattpartiets motståndare, som vid 1738 och 1740 års riksdagar höll detsamma stången och med kraft motsatte sig kriget mot Ryssland. Han kunde emellertid mot den starka krigsstämningen ej hindra dess utbrott och Didron, som 1740 blivit överste för Västgöta kavalleri och 1741 generalmajor, hade att göra sin anpart för att bringa detsamma till lyckligt slut. Tyvärr visade han icke på långt när samma behjärtenhet på det militära stridsfältet som på det parlamentariska, utan tillhörde de officerare, som ständigt påyrkade återtåg, för att »konservera armén». Riksens ständer, vilka ej fann sig nöjda med detta sätt att föra krig, ställde honom 1743 jämte andra officerare till rätta inför en parlamentarisk kommission, vilken dömde honom förlustig ett helt års lön. Detta hindrade icke, att Didron 1746 nådde generallöjtnants värdighet.
Didron var sedan 1728 gift med Anna Fredrika von Schantz född i adelsätten von Schantz. 